# Puente conmemorativo de Ted Smout
El puente conmemorativo de Ted Smout es una carretera y un puente peatonal en Brisbane (Australia), el tercer puente que cruza la bahía de Bramble (el primero es el ahora demolido puente Hornibrook). Está situado a 30 metros al este de la autopista Houghton (que proporciona los carriles en dirección norte), y cuenta con tres carriles de tráfico en dirección sur y una vía bidireccional para peatones y ciclistas. Conecta el suburbio de Redcliffe de Clontarf con el suburbio de Brisbane de Brighton, y fue inaugurado por la entonces primera ministra de Queensland, Anna Bligh, el 11 de julio de 2010. El puente conmemorativo de Ted Smout (y el puente adyacente Houghton) fueron los segundos puentes más largos de Australia hasta el 27 de marzo de 2013, cuando se inauguró el puente sobre el río Macleay en Kempsey, Nueva Gales del Sur. 
El puente consta de 78 tramos, cada uno de 35   m de largo. El costo del puente fue de A  315 millones de dólares australianos. Fue construido 4 m más alto que el puente Houghton, para mejorar su resistencia a las mareas de tempestad.  Es el primer puente en Australia diseñado para resistir eventos ciclónicos del tipo huracán Katrina. También es posiblemente el único puente australiano que puede soportar mareas de tormenta de aguas poco profundas.
Las características del puente:
- 3 carriles de tránsito (originalmente 2 para tránsito regular y un carril T2 (autobús, taxi y vehículos con más de 2 ocupantes), pero el carril T2 ahora se ha convertido en un carril regular).
- Una vía de 4,5 m peatonal y ciclista que conecta las redes peatonales y ciclistas a ambos lados de Bramble Bay. La vía está separada del tráfico por una barrera de hormigón.
- Una plataforma de pesca cerca del canal del río Pine.[5] La plataforma mide 10 m por 50   m.[4]

## Nombre
El puente se llama 'puente conmemorativo de Ted Smout' en honor a Ted Smout, el último veterano sobreviviente de la Primera Guerra Mundial de Queensland, que vivió en Sandgate y murió en 2004. La ceremonia de nombramiento de Craig Wallace, el entonces Ministro de Queensland para las carreteras principales, tuvo lugar el 14 de julio de 2009 como parte de las celebraciones del 150 aniversario de Queensland. La ceremonia también marcó la construcción del tramo medio (39) del nuevo puente.

## Historia

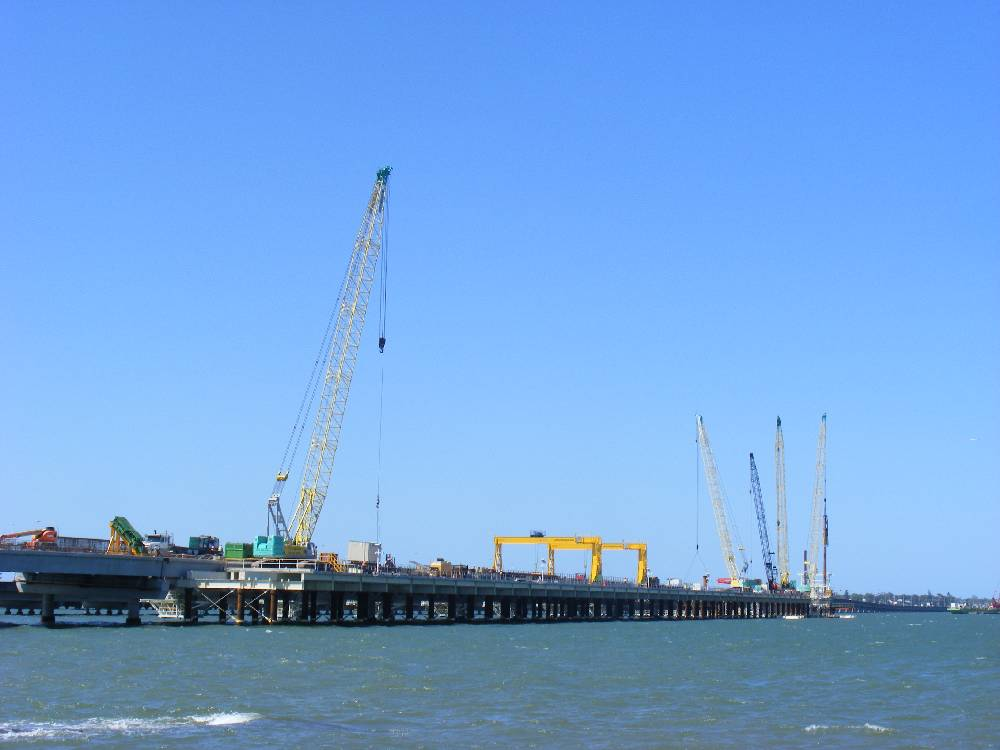
Construcción del puente en noviembre de 2008.

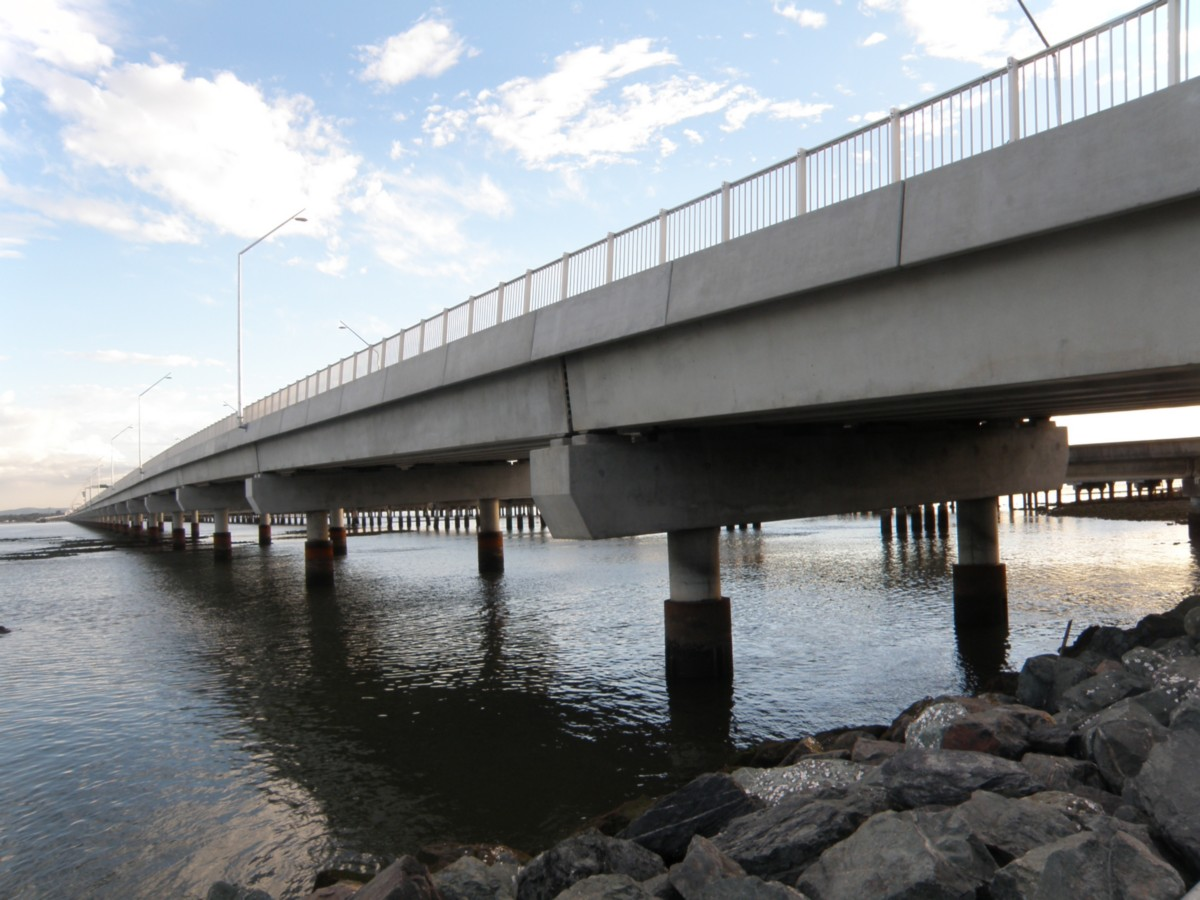
Vista del nuevo puente desde la costa de Clontarf

El puente de la autopista Houghton fue construido originalmente para duplicar el puente Hornibrook. Sin embargo, la restauración del puente original resultó ser poco económica, y el puente de Houghton se convirtió en 3 carriles con control de carril de flujo máximo. Cuando éste alcanzó su capacidad, se propuso la construcción de otro puente de 3 carriles entre los puentes de Hornibrook y Houghton, a la misma altura del último.
Una vez finalizado el diseño original, los puentes de diseño similar sufrieron grandes daños por las mareas de tempestad causadas por el huracán Katrina, por lo que fue necesario rediseñar el puente para que fuera resistente a las mareas de tempestad, lo que implicó elevar el nivel de la cubierta en 4 metros. El diseño revisado es claramente diferente del plan original, que era para una estructura similar a la del puente de Houghton. Su ubicación se trasladó al lado este del puente de Houghton a fin de proporcionarle cierto nivel de protección contra las mareas de tempestad 
Los aumentos en el costo de los materiales de construcción y la mano de obra, los cambios en el alcance del proyecto después de investigaciones técnicas y consultas comunitarias, los costos adicionales asociados con la eliminación del puente Hornibrook, así como las mejoras de diseño impulsadas por los eventos del huracán Katrina hicieron que el costo total aumentara a 315 millones de dólares, en comparación con los 149 millones de dólares estimados en 2004. El diseño preliminar se exhibió en junio de 2007.  
Se utilizó una plataforma de cimbra provisional y se reubicó continuamente a medida que avanzaba la construcción de los segmentos del puente. Se clavaron pilotes de cimentación de hasta 39 metros en el lecho marino, que luego se reforzaron con hormigón y se cubrieron con cabezales y vigas de hormigón. El puente se equipó entonces con barreras de hormigón, barandillas y conductos eléctricos. Los estribos sur y norte del puente incluían obras de recuperación de tierras con un dique y un terraplén.
La construcción comenzó en abril de 2008 y todas las obras de duplicación se completaron el 19 de agosto de 2011. 

### Hitos
- Finales de 2005 - Consulta comunitaria inicial
- 2006 - Investigación de opciones y desarrollo de conceptos de proyecto.
- Mediados de 2007 - Consulta comunitaria sobre planes de proyecto
- Finales de 2007: finalización de los planes del proyecto y período de licitación de la construcción.
- Principios de 2009 - Comienzan los trabajos de construcción en Brighton
- Mediados de 2008 - Comienzan las obras de construcción en Clontarf Point
- Mediados de 2008 - Comienzan las obras de construcción del puente
- Agosto de 2008: el puente alcanza el tramo medio o al 39.º vano
- Diciembre de 2009: La última de las pilas del puente y los cabezales completados
- 14 de enero de 2010 - Se instaló la viga final del puente de 82 toneladas
- 19 de enero de 2010: se vertió la última losa de la cubierta de hormigón
- 11 de julio de 2010 - Inauguración oficial, celebraciones de apertura del puente y día de la comunidad
- 14 de julio de 2010 - Apertura del nuevo puente para peatones y ciclistas
- 15 de julio de 2010 - Apertura del nuevo puente al tráfico hacia el sur (con destino a Brisbane)
- Agosto de 2010: inicio de la renovación y actualización del puente existente de la autopista Houghton
- Agosto de 2010: comienza la demolición y la reconstrucción parcial del antiguo puente Hornibrook
- Agosto de 2011 - Todos los trabajos del proyecto terminados[3]